# 琉球狐蝠
琉球狐蝠（學名：Pteropus dasymallus）為一種分布於琉球群岛、菲律宾群岛和台湾岛的大型蝙蝠，展翼可達1公尺，身長約20公分，體重350至550公克。其並不使用超音波定位，而是依照視覺與嗅覺尋找食物，以植物的果實、花朵、嫩葉為主食。住在樹上，而非陰暗的洞穴。由於數量稀少，於琉球及台灣都列入保護。该物种的模式产地在琉球群岛。

## 保护
- 中国濒危动物红皮书等级：稀有

## 亚种
概分5類：
鹿兒島亞種(P. d. dasymallus/エラブオオコウモリ)
主要被稱為永良部狐蝠（學名：Pteropus dasymallus dasymallus），分布於惡石島、口永良部島、寶島、中之島、平島，為棲地最北之亞種，被日本列入天然紀念物。
沖繩亞種(P. d. inopinatus /オリイオオコウモリ)
主要被稱為折居氏狐蝠（學名：Pteropus dasymallus inopinatus），分布於琉球群島沖繩本島以及其周圍小島，琉球特有亞種，被列入日本天然紀念物並列入日本「國內稀少野生動植物種」。
大東亞種(P. d. daitoensis /ダイトウオオコウモリ)
主要被稱為大東狐蝠（學名：Pteropus dasymallus daitoensis），分布於琉球群島北大東島和南大東島，琉球特有亞種。
先島亞種(P. d. yayeyamae /ヤエヤマオオコウモリ) =
主要被稱為八重山狐蝠（學名：Pteropus dasymallus yayeyamae），分布於琉球群島西南方的宮古列島和八重山列島，琉球特有亞種。
台灣亞種(P. d. formosus /台灣狐蝠)
主要被稱為台灣狐蝠（学名：Pteropus dasymallus formosus），原先發現主要分布於台灣台東縣綠島，於高雄、花蓮、臺東、宜蘭以及蘭嶼都是零星發現。原先於綠島數量眾多，1970年代在綠島約有近千隻，但是自從捕捉以及綠島棲地的惡化（如砍伐原始林、種植防風林），綠島居民已有許久未見過狐蝠，因此已列入台灣瀕臨絕種野生動物名單。Gould 于1873年命名。分布于台湾岛等地。该物种的模式产地在台湾。
- 1994年：於宜蘭防風林發現一隻個體，但是極有可能來自琉球。
- 1990年代：保育專家於綠島嚴密觀察，並未直接發現任何一隻野生狐蝠，僅發現一隻疑似狐蝠飛越天際，另一為當地民眾飼養。
- 1990年代：於花蓮目擊約有4隻狐蝠，來源不明且無法取得食物，網捕到一隻後來送往台北市立動物園，其餘可能已餓死。
- 2005年：台北市立動物園研究團隊於綠島密集觀察，發現三隻野生狐蝠。（2010年林務局的記載，則發現有4隻野生狐蝠）
- 2006年10月11日：於花蓮縣鳳林鎮田間發現一隻野生狐蝠，研究人員給牠戴上衛星發報器並起名「蝠小蘭」野放光復鄉，但後來失聯。
- 2009年4月：台北市立動物園研究團隊在綠島觀察到母蝠抱著幼蝠，顯示綠島族群足以繁殖。[7]
- 2009年7月：台北市立動物園保育研究中心技正陳湘繁博士於龜山島首度發現狐蝠族群，數量達20隻。[8]
- 2020年：於花蓮市美崙溪畔發現穩定族群。[9]